# Coastlines
Coastlines es una película dramática estadounidense del año 2002 escrita y dirigida por Victor Nuñez. Es la tercera de tres películas de Nuñez ambientadas en Florida después de Ruby in Paradise (1993) y Ulee's Gold (1997). La película hizo su debut en el Festival de Cine de Sundance de 2002, pero no se estrenó hasta 2006, ya que no pudo encontrar un distribuidor.

## Argumento
Sonny Mann (Timothy Olyphant) sale temprano de la prisión y regresa a su hogar en Florida Panhandle e intenta cobrar $ 200,000 que le deben sus antiguos compañeros, Fred Vance (William Forsythe) y su sobrino Eddie (Josh Lucas). Entra en un triángulo amoroso con su mejor amigo Dave Lockhart (Josh Brolin), un sheriff, y su esposa, Ann Lockhart (Sarah Wynter). 

## Reparto

### Elenco Principal
- Timothy Olyphant es Sonny Mann.
- Josh Brolin es Sheriff Dave Lockhart.
- Sarah Wynter es Ann Lockhart.
- Scott Wilson es Pa Mann.
- Angela Bettis es Effie Bender.
- Josh Lucas es Eddie Vance.
- Alexa Davalos es La Novia de Eddie Vance.
- Robert Wisdom es Bob Johnson.
- Daniel von Bargen es Sheriff Tate.

### Elenco Recurrente
- Blake Lindsley es Redhead in Bar.
- Robert Glaudini es Henry.
- Edwin Hodge es Roy.
- Abigail Mavity es Rachel Lockhart.
- Caity Elizabeth es Trish Lockhart.
- Steven Gilborn como Doctor.
- Freda Foh Shen como Enfermera.
- William Forsythe as Fred Vance.
- Bob Martin es Preacher
- Aaron Stephens es Patrick.